# Johann Bernhard Basedow

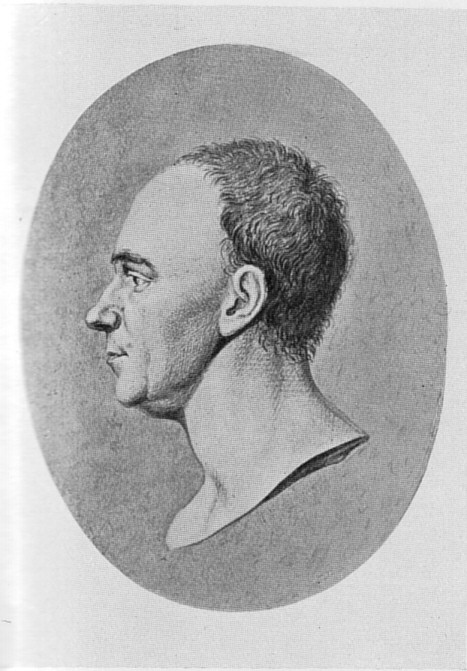
Johann Brnhard Basedow arcképe 1774-ből

Johann Bernhard Basedow (magyarosan Basedow János Bernát vagy Bassedau Berend János) (Hamburg, 1723. szeptember 11. – Magdeburg, 1790. július 25.) német pedagógus, filantróp, az oktatás- és nevelésügy megreformálója.
Basedow az eszméit Comeniustól, Locketól és Rousseautól vette. Nagy szervező volt. Lipót dessaui fejedelem meghívására 1774-ben Dessauban nevelőintézetet alapított,  Philanthropinum névvel, és az később számos hasonló intézetnek szolgált mintául.

## Életpályája
Édesapja fodrász volt, aki olyan  szigorúan nevelte őt, hogy megszökött és egy holsteini orvos szolgálatába szegődött. Az orvos felismerte a fiú tehetségét és meleg ajánlással küldte őt vissza Hamburgba. Itt Basedow 1741-1744-ig a Johanneumot látogatta, azután Lipcsébe ment a hittudomány tanulmányozására. Tanulmányai végeztével egy ideig szülővárosában tartózkodott, azután nevelő lett egy holsteini nemesi családnál. 1753-ban elnyerte a morál és a szépművészetek tanszékét a soröi lovagakadémián, ahol később teológiát is tanított. Szabadelvű írói működése, különösen Praktische Philosophie für alle Stände (Kopenhága 1758) című munkája ellentétbe hozták az akadémia gondnokával, Daneskiold gróffal, aminek következtében 1761-ben az altonai gimnáziumhoz tették át.
Itt szerkesztett népszerű bölcsészeti munkái: Philalethie. Neue Aussichten in die Wahrheiten und Religion der Vernunft (Altona, 1764, 2 kötetben), Theoretiches System der gesunden Vernunft (uo. 1765) épp úgy, mint teológiai és pedagógiai munkái: Grundriss der Religion (Altona 1764), Methodischer Unterricht in der überzeugenden Erkenntnis der biblischen Religion (ugyanott, 1764) nagy felháborodást váltottak ki az ortodox teológusok táborában, minek következtében a szerzőt több német állam területéról kitiltották. A közvélemény azonban a felvilágosodás vértanúját látta benne. Gróf Bernstorff dán minisztertől bátoríttatva, aki őt fizetése meghagyása mellett minden tényleges szolgálat alól felmentette, Basedow 1767-től fogva egészen az oktatásügy reformálására adta magát, amit Rousseau időközben megjelent Emil című művére támaszkodva egész nagy arányokkal tervezett.
1768 húsvétján kiadta Vorstellung an Menschenfreunde für Schulen, nebst dem Plan eines Elementarbuches der menschlichen Erkenntnisse című dolgozatát. Ebben Basedow a testi nevelés szükségességét, a szemlélet fontosságát, a nevelésben általában a természetes útra való térést sürgette és lelkesülten hívta fel a közönséget vállalata támogatására. Az eredmény nagyszerű volt. A hozzá intézett tudakozó levelekre adott válaszai által befolyást nyert a családi nevelésre is. Az ilyen levelezésekből állottak elő (1768 és 1769) az: Unterhaltungen mit Menschenfreunden, s később Vierteljährige Nachrichten vom Elementarwerk (1770–1771). A nagy Elementarwerk-re hirdetett előfizetési felhívás 1770-ig több mint 7000 német birodalmi tallért hozott Basedownak. Több előleges küldemény után 1774. végre megjelent az Elementarwerk maga négy kötetben, 100, nagyobbrészt Chodowiecki által tervezett rézmetszettel. A nagy művet mindenfelé tetszéssel fogadták s több idegen nyelvre, köztük oroszra is lefordították.
1771-ben Basedowot III. Lipót anhalt–dessaui herceg 1100 tallér fizetéssel Dessauba hívta, hogy ott a maga elvei szerint mintaiskolát állítson fel. 1774-ben meg is nyitotta az intézetet, melynek B. «philanthropin » nevet adott, jeléül; hogy vezetője az akkortájt dívó barbár iskolai tanítással szemben a szeretetteljes bánásmódot léptette életbe. Eleinte az intézet szépen virágzott; Németországban és Svájcban annak a mintájára sok «philanthropinumokat» állítottak, de már az 1775-ben tartott nagy zajt ütő vizsgálatot igen különféleképpen ítélték meg. Basedow nem sokáig maradt az általa alapított intézetnél.
1776-ban megvált az igazgatóságtól s azóta majd Dessauban, majd Lipcsében, Halléban és Magdeburgban lakott, ahol egy leányiskolában rövid ideig tanítóskodott. 1787-ben még kiadott egy utasítást az olvasás tanítására; ebben azt javasolja, hogy az állam sütőházakat állítson fel, melyekben az olvasás megkönnyítésére betű alakú süteményeket süssenek. Utolsó éveiben ismét a teológiához fordult és több hittudományi művet is írt. Utolsó szavai ezek voltak: Akarom, hogy felboncoljanak embertársaim javára. Basedow Montaigne és Rousseau elveit követte. Főérdeme, hogy a gyermek testi fejlődésére nagy gondot fordított. Kora felfogásával ellentétben az anyanyelv és a reáliák tanítását sürgette. A nyelvtanításban társalgás útján, gyakorlati módon kívánt célt érni.
Basedow szerint minden tanításnak a szemléletből kell kiindulni s mindent kerülni kell, ami azt a gyermek előtt kellemetlenné tenné; a tanulás ne gyötrelem legyen, de örvendetes foglalkozás. A felekezeti elfogultságnak nagy ellensége, de a tiszta humanizmusnak lelkesült barátja volt. Szelíd bánásmódja, értelemfejlesztő tanításmódja s a testi nevelés sürgetése örökre nagy nevet biztosítanak neki a pedagógia történetében.